# Château de Cavagnac
Le château de Cavagnac est un château français situé sur la commune de Cavagnac dans le département du Lot.

## Histoire
Le château est construit à proximité d’une ancienne villa romaine. La Villa Cavaniacus, mentionnée dès 868 dans le cartulaire de l'abbaye de Beaulieu.
Le château de Cavagnac date pour sa partie la plus ancienne du XIIe siècle, date à laquelle sont élevés les premiers murs par la famille Robert dite « Robert de Cavagnac ».  De cette époque subsiste  une haute tour dite « romane » ou « Sarrasine ».
La seigneurie de Cavagnac est tenue par les Robert de Cavagnac sous la suzeraineté des abbés de l'abbaye Saint-Pierre de Beaulieu-sur-Dordogne depuis le milieu du XIIe siècle. 
Guillaume-Robert, seigneur de Cavagnac, rend hommage à l'abbé de Beaulieu pour son château vers 1180. En 1142, Guillaume-Robert de Cavagnac, agissant conjointement avec le vicomte de Turenne, permet à la constitution de la grange cistercienne de Saint-Palavy.
Son fils Bernard-Robert est cité dans un acte de 1194 dans lequel il est écrit que les seigneurs de Cavagnac tiennent le château des abbés de Beaulieu auxquels ils ont prêté de tout temps serment d'obéissance et de fidélité. Ils ont le droit d'être enterré dans le cimetière de l'abbaye de Beaulieu. Les seigneurs de Cavagnac doivent aussi hommage aux prieurs de Friac pour des fiefs qu'ils possèdent dans les paroisses de Cavagnac et de Condat.
En 1351, Rigald de Cavagnac, descendant direct de Guillaume-Robert, prête serment, tête nue, au vicomte de Turenne sur le pont du Rhône à Avignon, pour ses possessions de Cavagnac. Mais il n'était plus le seul seigneur de Cavagnac et partageait ses droits avec le chevalier Guillaume de Vassal. La suzeraineté sur Cavagnac était passée des abbés de Beaulieu au vicomte de Turenne Guillaume-Roger de Beaufort, neveu du pape Clément VI.
En 1365, Bertrand, seigneur de Cavagnac, est le lieutenant du vicomte de Turenne Guillaume Roger de Beaufort quand ce dernier reconnaît Charles V pour son seigneur et fait sa soumission par son intermédiaire auprès de Louis d'Anjou, lieutenant du roi en Languedox.
À la fin du XIVe siècle la famille de Guiscard, ou Giscard, originaire de Gagnac, hérite du château par le mariage de Bertrand de Guiscard avec Y. de Cavagnac. Elle habite le château et détient les droits de haute justice dans la Vicomté de Turenne. Antoine de Guiscard est seigneur de Cavagnac en 1454. Lui succède son neveu, Antoine de Guiscard, seigneur de Cornac, qui dénombre au roi en 1504.
La seigneurie de Cavagnac devient une baronnie au XVIIe siècle.
Le château féodal laisse la place au XVIe siècle à un nouveau château, flanqué d’un monumental corps de logis au milieu du XVIIIe siècle dont la façade est remarquable de sobriété.
Le château reprend les plans de l’architecture d’une belle demeure parisienne et témoigne du gout et de la puissance des Guiscard qui occupe le site sans interruption durant cinq siècles jusqu’à la Révolution. En cette période troublée le château est attaqué par des villageois, le blason de la famille, gravé sur une pierre énorme logée au centre de la façade dans la cour d’honneur, est rogné tel qu’on le voit encore aujourd’hui. 
Les Guiscard s’éteignent dans la lignée masculine en 1790 avec le décès de Jean Pierre de Guiscard, baron de Thédirac, seigneur de Cavagnac et autres lieux. Il est l'époux  de Paule Augustine de Plas,  issue de la noble maison des  Plas de Curemonte. Sa sœur Marie Madeleine de Guiscard épousera le marquis de Plas de Curemonte. C'est elle qui héritera du château de Cavagnac. C’est un descendant de la famille des Plas, branche des comtes Desplaces qui est aujourd’hui propriétaire du château de Cavagnac. 

## Éponymie de salons
Marie Angélique de Scorailles de Roussille, (1661-1681)  duchesse de Fontanges est la fille d’Aimé Eléonore de Plas de Curemonte et du Marquis de Scorailles. D’une incroyable beauté elle est présentée à la cour et tombe sous le charme du roi dont elle devient juste avant madame de Maintenon, la dernière favorite. Élevée par Louis XIV à Versailles au rang de Duchesse, elle meurt enceinte d’un enfant du roi dans d’atroces souffrances à l’âge de 20 ans sans doute empoisonnée. 
Gustave, comte Desplaces, (1820-1869) issue de la famille des Plas, branche du Quercy, entre à l’École polytechnique sous la monarchie de Juillet. Son père le comte Claude Desplaces ayant été secrétaire du baron d’Haussez, ministre de Charles X. 
Président de la délégation technique près de la Chambre des pairs chargés d’établir la première charte du Chemin de fer, -(il n’a que 22 ans !!!), Gustave Desplaces est  l’un des principaux artisans du développement des chemins de fer en France dans la première moitié du  XIXe siècle. En 1852 il construit le pont de Tarascon qui enjambe encore aujourd’hui le Rhône, reliant ainsi la Provence au Languedoc. On lui doit aussi notamment la gare Saint-Charles à Marseille et les docks de la Joliette, le chantier le plus cher du Second Empire. Décoré de la légion d’honneur à l’âge de 30 ans par Napoléon III il épouse Alice Dumalle de Colonjon, -fille de Reine de Montgolfier et nièce de Marc Seguin, l’inventeur de la chaudière tubulaire, qui lui donne deux fils dont l’écrivain comte Henri Desplaces (1869-1922), grand-oncle de l’actuel propriétaire de Cavagnac.

## Protection
Le château a été inscrit au titre des monuments historiques en 2013.